# Can Miret (Sant Hilari Sacalm)
Can Miret és una casa noucentista de Sant Hilari Sacalm (Selva) inclosa a l'Inventari del Patrimoni Arquitectònic de Catalunya.

## Descripció
Edifici situat en una cantonada entre els carrers Nou i Vernis, al nucli urbà de Sant Hilari Sacalm.
L'edifici, de planta baixa i dos pisos, està cobert per una teulada a quatre vessants.
A la façana principal, a la planta baixa, on hi ha un bar (Bar Churry), les obertures (porta central i dues finestres laterals) són totes en arc de llinda. Aquestes obertures es troben emmarcades per una mena de trencaaigües.
Al primer i segon pis, hi ha tres obertures en arc pla, emmarcades i coronades per una mena de trencaaigües decorat amb elements vegetals i escuts en relleu. Les tres obertures de cada pis, donen sortida a tres balcons, dels quals només el central té llosana. Tots tenen barana de ferro forjat en forma de semi-bulb. Una línia d'imposta, decorada amb uns elements que fan pensar en ones marines (són relleus), marca el pas del primer al segon pis. Aquesta decoració també es troba en el coronament de la façana, sota el pronunciat ràfec.
La façana està arrebossada i pintada.

## Història
Segons el registre cadastral la casa és del 1900.